# La alcahueta
La alcahueta es una obra del pintor holandés Gerard van Honthorst. Está realizado al óleo sobre tela, y fue pintado en el año 1625. Mide 71 cm de alto y 104 cm de ancho. Se exhibe actualmente en el Centraal Museum de Utrecht, en los Países Bajos.
Este cuadro es un ejemplo del estilo característico de Gerard van Honthorst, conocido como «Gerardo de la noche» a causa de su gusto por este tipo de composiciones caravagistas de ambientación nocturna en las que una parte del cuadro se muestra intensamente iluminada y el resto envuelto en tonos oscuros y sombríos, en un intenso claroscuro. Aquí el centro de atención es una joven risueña, con tocado de plumas (clásico símbolo de libertinaje), al tiempo que sostiene un laúd (otro símbolo de lujuria). La luz de la vela sobre la mesa enfatiza su escote provocativo. Frente a ella se recorta la silueta del cliente con una bolsa de dinero y ofreciéndole unas monedas, mientras a la izquierda la vieja alcahueta de pie observa y señala satisfecha la transacción.